# Karl-Preusker-Medaille
Die Karl-Preusker-Medaille ist eine Auszeichnung, die der Verband Bibliothek & Information Deutschland in Erinnerung an Karl Benjamin Preusker jährlich am Tag der Bibliotheken an Personen und Institutionen verleiht, die den Kulturauftrag des Bibliothekswesens wirkungsvoll fördern. Die Auszeichnung wurde 1996 von der Deutschen Literaturkonferenz begründet und bis 2009 von ihr verliehen. Sie „gilt als eine der höchsten Auszeichnungen im deutschen Bibliothekswesen“.

## Preisträger
- 1996 Peter Härtling
- 1997 Annette Kasper
- 1998 Christa Spangenberg
- 1999 Jürgen Heckel
- 2000 Roswitha Kuhnert
- 2001 Bettina Windau
- 2002 Erich Loest
- 2003 Regina Peeters

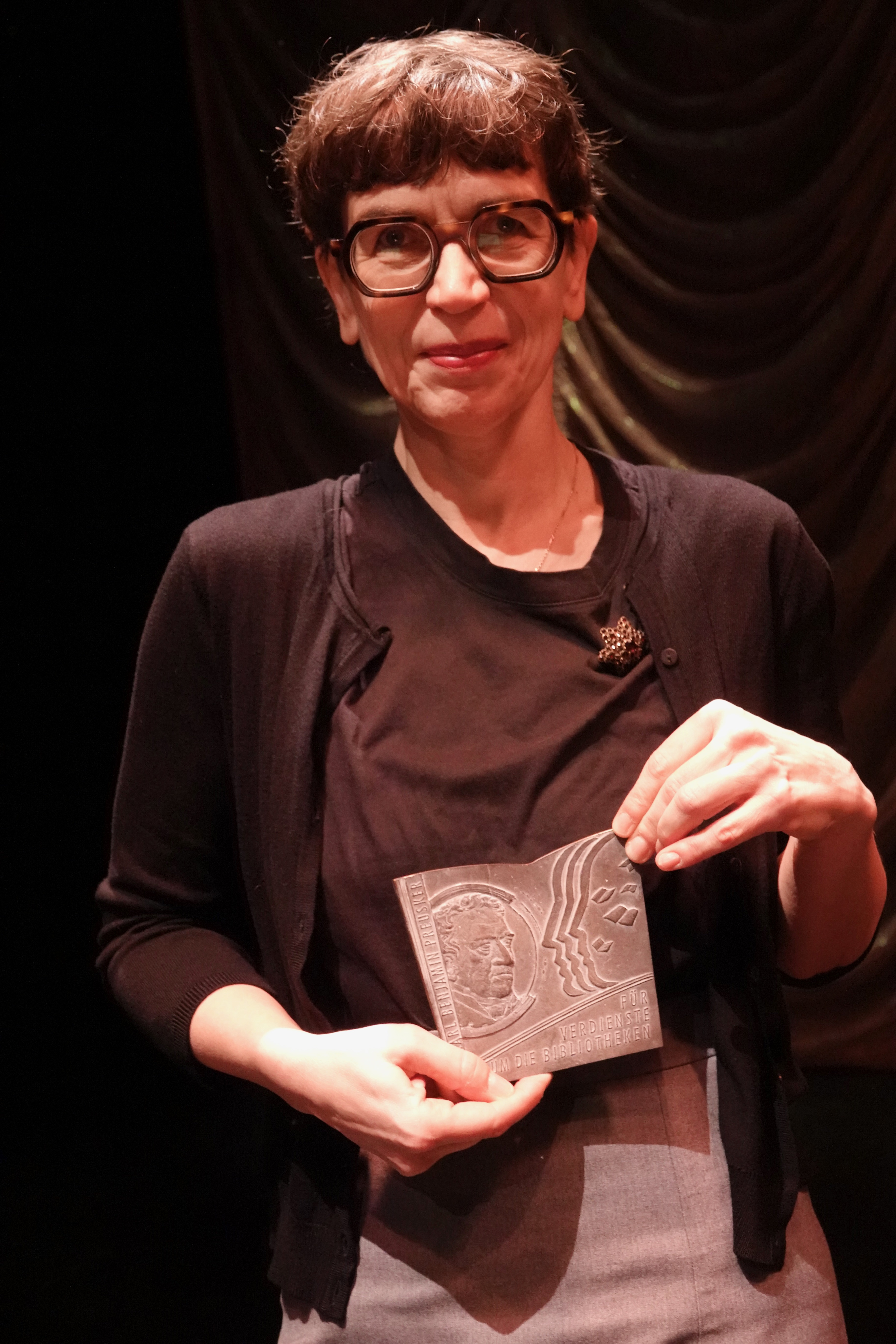
Karl-Preusker-Medaille 2023: Anke Buettner

- 2004 Angelika Casper, Sprecherin der Initiative zur Rettung der Kölner Schulbibliotheken
- 2005 Birgit Dankert
- 2006 Paul Raabe
- 2007 Georg P. Salzmann, Büchersammler
- 2008 Martin Weskott
- 2009 Marion Schulz, Bibliothekarin in Bremen (Für ihre Verdienste um den Aufbau einer Datenbank über Schriftstellerinnen in Deutschland nach 1945 und die Erforschung der Literatur dieser Autorinnen.)
- 2010 kein Preisträger
- 2011 Horst Köhler, Bundespräsident a. D.
- 2012 Ranga Yogeshwar
- 2013 Bernhard Fabian
- 2014 Thomas Feibel
- 2015 Konrad Umlauf[2]
- 2016 Thomas Beyer
- 2017 Claudia Fabian[3]
- 2018 Allianz der Wissenschaftsorganisationen[4]
- 2019 Hannelore Vogt
- 2020 Wikimedia Deutschland[5][6][7]
- 2021 Aat Vos[8]
- 2022 Initiative Fortbildung für wissenschaftliche Spezialbibliotheken und verwandte Einrichtungen e. V.[9]
- 2023 Anke Buettner
- 2024 Gerhard Peschers[10]